# کلمبیا (پنسیلوانیا)
کلمبیا (به انگلیسی: Columbia) یک منطقهٔ مسکونی در ایالات متحده آمریکا است، که در شهرستان لنکستر (پنسیلوانیا) واقع شده‌ است. کلمبیا ۶٫۲۷ کیلومتر مربع مساحت دارد ۱۱۰٫۰۳ متر بالاتر از سطح دریا واقع شده‌است.